# 熊越山
熊越山（1892年—1913年9月25日）廣東梅縣人，中国民主革命家。

## 生平
清朝光绪十八年（1892年）生。曾经入兩廣陸軍軍醫學堂，但因为宣傳革命而遭開除。旋赴廣東汕頭，出任《潮報》館编輯。因为宣傳革命，参加黄花崗起义，而遭通缉，乃到日本。加入中國同盟會，並且在中国同盟會内任職，來往廣東、香港間开展革命活動。1911年冬，参加光復梅縣。1912年1月，被任命為江西民政長，但未就任。
1913年3月，国民党领导人宋教仁遇刺身亡后，孙中山为反袁世凯，在汉口设总机关“国民党交通部”（分为军事、文书、联络、总务、会计等组），派宁调元、熊越山等人到武汉协助策划反袁起义，即“二次革命”。在汉口成立公民讨贼团，该团在汉口发动军队，并且在襄阳、宜昌、岳口、新堤设机关。6月23日晚，国民党交通部下达命令，预定6月25日在武昌南湖集结之后攻打首义门，宣布独立，相机北伐。在宜昌的公民讨贼团也接到通知，约定6月25日晚一起举义。但是黎元洪侦知起义消息，6月24日派兵查抄了《民国日报》，6月25日将被捕的起义联络员就地处决，6月26日会同汉口德租界巡捕破坏了起义机关，在汉口德租界日本人开办的富贵馆（宝贵旅馆）拘留了宁调元、熊越山等人。在日本人的帮助下，吴醒汉、詹大悲、季雨霖、蔡济民、蒋翊武等分别逃往上海、湖南。
1913年9月25日，宁调元、熊越山以“内乱罪”被处决于武昌抱冰堂。